# Entlang den Gräben
Entlang den Gräben. Eine Reise durch das östliche Europa bis nach Isfahan ist ein Reisereport des Autors Navid Kermani aus dem Jahr 2018. Jedes Kapitel des Buches beschreibt jeweils einen Tag aus der Sicht des Autors auf seiner Reise von Schwerin nach Isfahan. Somit wird das Werk in 54 Kapitel gegliedert, wobei es auch einige mehrtägige Aufenthalte an einem Ort gibt. Die Länder, die Kermani auf seiner Reise besucht, sind Deutschland, Polen, Litauen, Belarus, Ukraine, Russland, Georgien, Armenien, Aserbaidschan und der Iran.
Die Reise wurde vom Spiegel bezahlt, welcher wiederum ungefähr ein Drittel des Buches vor dem Erscheinungsdatum veröffentlichte. Herausgeber des kompletten Buches ist der Verlag C.H. Beck. Das Werk erreichte zeitweise Platz zwei der Spiegel-Bestsellerliste in der Kategorie "Hardcover Sachbuch".
Die Süddeutsche Zeitung hebt die große Anzahl und Heterogenität der Gesprächspartner Kermanis positiv hervor. Bemängelt werden jedoch ein Unverständnis des Autors für die Rolle der Sowjetunion, sowohl als Stifterin eines gemeinsamen Kulturraumes als auch als unterdrückende Staatsmacht, im Zusammenleben ihrer zahlreichen Völker.
Der ungewohnte Blick Kermanis auf Europa als friedliches Zusammenleben verschiedener Kulturen sowie seine Gedanken, was „deutsche Werte“ in Anbetracht des Holocaust bedeuten, werden von der FAZ lobend erwähnt.
2024 erschien die Übersetzung von Tanja Petrič in das Slowenische unter dem Titel 
Ob jarkih - potovanje čez Vzhodno Evropo do Isfahana.

## Ausgaben
- dt.: Entlang den Gräben. Eine Reise durch das östliche Europa bis nach Isfahan. C.H. Beck, München 2018, ISBN 978-3-406-71402-3.